# Cossulus alatauicus
Cossulus alatauicus is een vlinder uit de familie van de Houtboorders (Cossidae). De soort is voor het eerst wetenschappelijk beschreven door Roman Viktorovitsj Jakovlev in een publicatie uit 2006.
De soort komt voor in Kazachstan.